# Tubulipora smitti
Tubulipora smitti är en mossdjursart som beskrevs av Arnold Girard Kluge 1962. Tubulipora smitti ingår i släktet Tubulipora och familjen Tubuliporidae. Inga underarter finns listade i Catalogue of Life.